# Lost Springs (Kansas)
Lost Springs es una ciudad ubicada en el condado de Marion en el estado estadounidense de Kansas. En el año 2010 tenía una población de 70 habitantes y una densidad poblacional de 116,67 personas por km².

## Geografía
Lost Springs se encuentra ubicada en las coordenadas 38°33′59″N 96°57′55″O / 38.56639, -96.96528 (38.566495, -96.965225).

## Demografía
Según la Oficina del Censo en 2000 los ingresos medios por hogar en la localidad eran de $15,455 y los ingresos medios por familia eran $16,250. Los hombres tenían unos ingresos medios de $15,625 frente a los $11,250 para las mujeres. La renta per cápita para la localidad era de $7,227. Alrededor del 21.7% de la población estaban por debajo del umbral de pobreza.